# 近江中庄駅
近江中庄駅（おうみなかしょうえき）は、滋賀県高島市マキノ町中庄にある、西日本旅客鉄道（JR西日本）湖西線の駅である。駅番号はJR-B13。

## 歴史
- 1974年（昭和49年）7月20日：日本国有鉄道湖西線の山科駅 - 近江塩津駅間の全線開通と同時に開業[2]。旅客のみを取り扱う駅員無配置駅[3]。
- 1987年（昭和62年）4月1日：国鉄分割民営化により、西日本旅客鉄道の駅となる[4]。
- 1996年（平成8年）3月16日：新快速の停車駅となる（ただし当時は午後の1往復のみ）。
- 1997年（平成9年）3月8日：夕方下りの快速の停車駅となる。
- 2006年（平成18年）10月21日：ICカード「ICOCA」の利用が可能となる。当駅停車の新快速が増発。
- 2009年（平成21年）7月1日：アーバンネットワーク各駅共通で当駅も終日全面禁煙化。
- 2018年（平成30年）3月17日：駅ナンバリングが導入され、使用を開始。

## 駅構造

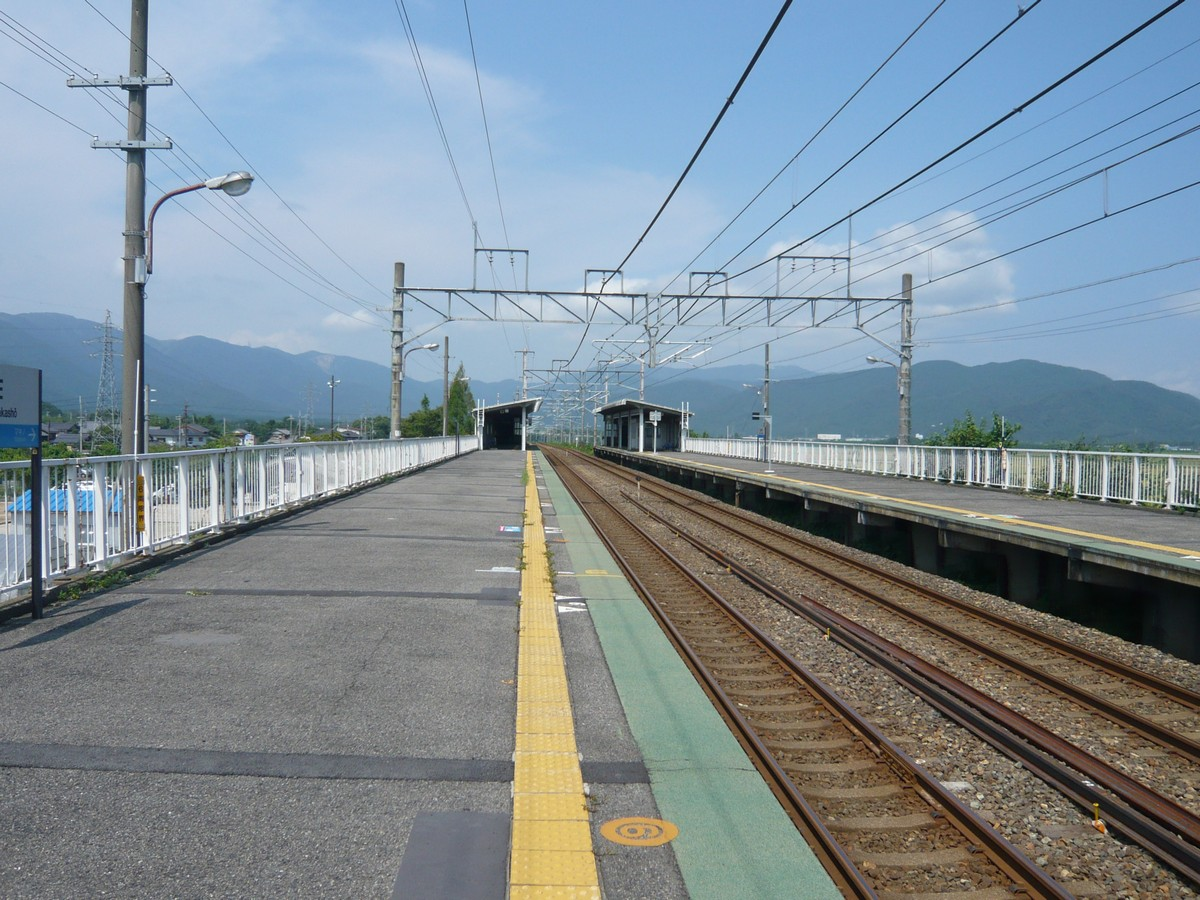
ホーム（2007年8月）

相対式ホーム2面2線を持つ高架駅であり、ホームは8両編成に対応する。当駅は分岐器や絶対信号機を持たないため、停留所に分類される。
特徴
- 線内唯一の完全無人駅[1]（堅田駅管理）。ICOCA等ICカード利用時には高架下通路に設けられたカードリーダーを使用する。
- 2006年10月からICOCAエリアに入った北小松駅 - 永原駅間各駅のうち、当駅のみチャージ機・券売機が設置されていない。

### のりば
| のりば | 路線   | 方向 | 行先               |
| ------ | ------ | ---- | ------------------ |
| 1      | 湖西線 | 下り | 近江塩津・敦賀方面 |
| 2      | 湖西線 | 上り | 近江今津・京都方面 |

## 利用状況
「滋賀県統計書」によると、1日平均の乗車人員は以下の通りである。JR西日本の移動等円滑化取組報告書によれば、2023年度の1日当たりの利用者数は208人。
| 年度   | 1日平均 乗車人員 | 出典        |
| ------ | ---------------- | ----------- |
| 1992年 | 166              | [ 統計 2 ]  |
| 1993年 | 160              | [ 統計 3 ]  |
| 1994年 | 137              | [ 統計 4 ]  |
| 1995年 | 163              | [ 統計 5 ]  |
| 1996年 | 181              | [ 統計 6 ]  |
| 1997年 | 182              | [ 統計 7 ]  |
| 1998年 | 182              | [ 統計 8 ]  |
| 1999年 | 180              | [ 統計 9 ]  |
| 2000年 | 171              | [ 統計 10 ] |
| 2001年 | 158              | [ 統計 11 ] |
| 2002年 | 149              | [ 統計 12 ] |
| 2003年 | 152              | [ 統計 13 ] |
| 2004年 | 158              | [ 統計 14 ] |
| 2005年 | 158              | [ 統計 15 ] |
| 2006年 | 165              | [ 統計 16 ] |
| 2007年 | 168              | [ 統計 17 ] |
| 2008年 | 166              | [ 統計 18 ] |
| 2009年 | 167              | [ 統計 19 ] |
| 2010年 | 164              | [ 統計 20 ] |
| 2011年 | 165              | [ 統計 21 ] |
| 2012年 | 162              | [ 統計 22 ] |
| 2013年 | 155              | [ 統計 23 ] |
| 2014年 | 151              | [ 統計 24 ] |
| 2015年 | 154              | [ 統計 25 ] |
| 2016年 | 151              | [ 統計 26 ] |
| 2017年 | 142              | [ 統計 27 ] |
| 2018年 | 128              | [ 統計 28 ] |
| 2019年 | 124              | [ 統計 29 ] |
| 2020年 | 97               | [ 統計 30 ] |
| 2021年 | 93               | [ 統計 31 ] |
| 2022年 | 109              | [ 統計 32 ] |

## 駅周辺
駅西側は百瀬川が形成した扇状地が広がっており、国道161号湖北バイパス（当駅付近は国道303号との重複区間）や滋賀県道335号今津マキノ線はこちら側を通る。駅東側を滋賀県道54号海津今津線が通り、そこから東へ抜けると琵琶湖に至る。総合病院は駅西側、琵琶湖と水泳場は駅東側にある。なお、駅西側にある山は赤坂山や箱館山と呼ばれる。
百瀬川（かつての天井川。百瀬川隧道（トンネル）は道路拡幅事業により撤去）は駅北側、貫川内湖は駅南側にあるが、ともに駅からやや離れた所にある。
- マキノ病院
- 中庄浜
- 高島ブルーベリーファーム[8]
- 川惣電機工業滋賀工場
- 平安製作所
- 幡岳寺
- 慶徳寺
- 国道161号湖北バイパス
- 滋賀県道54号海津今津線
- 滋賀県道335号今津マキノ線

### バス路線
駅前ロータリー内に「近江中庄駅」停留所があり、高島市コミュニティバスの路線が発着する。なお、カッコ内の事業者名は路線の運行委託先である。
| 近江中庄駅                              | 近江中庄駅                                          | 近江中庄駅                                                                  |
| 運行事業者                              | 系統または路線名・行先                              | 備考                                                                        |
| --------------------------------------- | --------------------------------------------------- | --------------------------------------------------------------------------- |
| 高島市コミュニティバス （湖国バス）     | 国境線：マキノ駅 / 国境（）                         |                                                                             |
| 高島市コミュニティバス （大津第一交通） | マキノ北西部線：在原（） マキノ南西部線：近江今津駅 | マキノ北西部線：定時乗合タクシー マキノ南西部線：デマンドタクシー（要予約） |

## 隣の駅
西日本旅客鉄道（JR西日本）
 湖西線
■新快速・■快速・■普通
マキノ駅 (JR-B12) - 近江中庄駅 (JR-B13) - 近江今津駅 (JR-B14)

### 記事本文
1. 1 2 3 4 5 6  『週刊 JR全駅・全車両基地』 02号 大阪駅・神戸駅・鶴橋駅ほか77駅、朝日新聞出版〈週刊朝日百科〉、2012年8月12日、26頁。
2. ↑  「日本国有鉄道公示第90号」『官報』1974年7月5日。
3. ↑  「通報 ●湖西線山科・近江塩津間の開業について（旅客局）」『鉄道公報』日本国有鉄道総裁室文書課、1974年7月5日、3頁。
4. ↑  朝日新聞出版分冊百科編集部 編『週刊 歴史でめぐる鉄道全路線 国鉄・JR』 42号 阪和線・和歌山線・桜井線・湖西線・関西空港線、曽根悟 監修、朝日新聞出版〈週刊朝日百科〉、2010年5月16日、26頁。
5. 1 2  “近江中庄駅|時刻表”.   西日本旅客鉄道. 2022年9月16日閲覧。
6. ↑  「滋賀「交通の難所」にあるトンネル撤去へ 天井川くぐるため造成、大正からの歴史に幕」『京都新聞』京都新聞社、2022年9月22日。オリジナルの2022年10月20日時点におけるアーカイブ。
7. ↑  “貫川内湖”.   びわ湖高島観光ガイド. 2022年10月23日時点のオリジナルよりアーカイブ。2023年9月25日閲覧。
8. ↑  “高島ブルーベリーファーム”.   高島ブルーベリーファーム. 2022年10月21日閲覧。
9. ↑  “マキノ地域 バス・乗合タクシー時刻表（高島市コミュニティバス）” (PDF).   高島市 (2023年4月1日). 2023年9月25日閲覧。

### 利用状況
1. 1 2  “移動等円滑化取組報告書（鉄道駅）（令和5年度）”.   西日本旅客鉄道. 2025年3月15日閲覧。
2. ↑  平成4年滋賀県統計書
3. ↑  平成5年滋賀県統計書
4. ↑  平成6年滋賀県統計書
5. ↑  平成7年滋賀県統計書
6. ↑  平成8年滋賀県統計書
7. ↑  平成9年滋賀県統計書
8. ↑  平成10年滋賀県統計書
9. ↑  平成11年滋賀県統計書
10. ↑  平成12年滋賀県統計書
11. ↑  平成13年滋賀県統計書
12. ↑  平成14年滋賀県統計書
13. ↑  平成15年滋賀県統計書
14. ↑  平成16年滋賀県統計書
15. ↑  平成17年滋賀県統計書
16. ↑  平成18年滋賀県統計書
17. ↑  平成19年滋賀県統計書
18. ↑  平成20年滋賀県統計書
19. ↑  平成21年滋賀県統計書
20. ↑  平成22年滋賀県統計書
21. ↑  平成23年滋賀県統計書
22. ↑  平成24年滋賀県統計書
23. ↑  平成25年滋賀県統計書
24. ↑  平成26年滋賀県統計書
25. ↑  平成27年滋賀県統計書
26. ↑  平成28年滋賀県統計書
27. ↑  平成29年滋賀県統計書
28. ↑  平成30年滋賀県統計書 (PDF)
29. ↑  令和元年滋賀県統計書 (PDF)
30. ↑  令和2年滋賀県統計書 (PDF)
31. ↑  令和3年滋賀県統計書 (PDF)
32. ↑  令和4年滋賀県統計書 (PDF)